# SNX4
SNX4 (англ. Sorting nexin 4) – білок, який кодується однойменним геном, розташованим у людей на короткому плечі 3-ї хромосоми.  Довжина поліпептидного ланцюга білка становить 450 амінокислот, а молекулярна маса — 51 909.
| 10         |  | 20         |  | 30         |  | 40         |  | 50         |
| ---------- |  | ---------- |  | ---------- |  | ---------- |  | ---------- |
| MEQAPPDPER |  | QLQPAPLEPL |  | GSPDAGLGAA |  | VGKEAEGAGE |  | ESSGVDTMTH |
| NNFWLKKIEI |  | SVSEAEKRTG |  | RNAMNMQETY |  | TAYLIETRSV |  | EHTDGQSVLT |
| DSLWRRYSEF |  | ELLRSYLLVY |  | YPHIVVPPLP |  | EKRAEFVWHK |  | LSADNMDPDF |
| VERRRIGLEN |  | FLLRIASHPI |  | LCRDKIFYLF |  | LTQEGNWKET |  | VNETGFQLKA |
| DSRLKALNAT |  | FRVKNPDKRF |  | TDLKHYSDEL |  | QSVISHLLRV |  | RARVADRLYG |
| VYKVHGNYGR |  | VFSEWSAIEK |  | EMGDGLQSAG |  | HHMDVYASSI |  | DDILEDEEHY |
| ADQLKEYLFY |  | AEALRAVCRK |  | HELMQYDLEM |  | AAQDLASKKQ |  | QCEELVTGTV |
| RTFSLKGMTT |  | KLFGQETPEQ |  | REARIKVLEE |  | QINEGEQQLK |  | SKNLEGREFV |
| KNAWADIERF |  | KEQKNRDLKE |  | ALISYAVMQI |  | SMCKKGIQVW |  | TNAKECFSKM |
|            |  |            |  |            |  |            |  |            |

A: Аланін

C: Цистеїн

D: Аспарагінова кислота

E: Глутамінова кислота

F: Фенілаланін

G: Гліцин

H: Гістидин

I: Ізолейцин

K: Лізин

L: Лейцин

M: Метіонін

N: Аспарагін

P: Пролін

Q: Глутамін

R: Аргінін

S: Серин

T: Треонін

V: Валін

W: Триптофан

Кодований геном білок за функцією належить до фосфопротеїнів. 
Задіяний у таких біологічних процесах як транспорт, транспорт білків, ацетиляція, альтернативний сплайсинг. 
Білок має сайт для зв'язування з ліпідами. 
Локалізований у мембрані, ендосомах.